# ابراهیم کالین

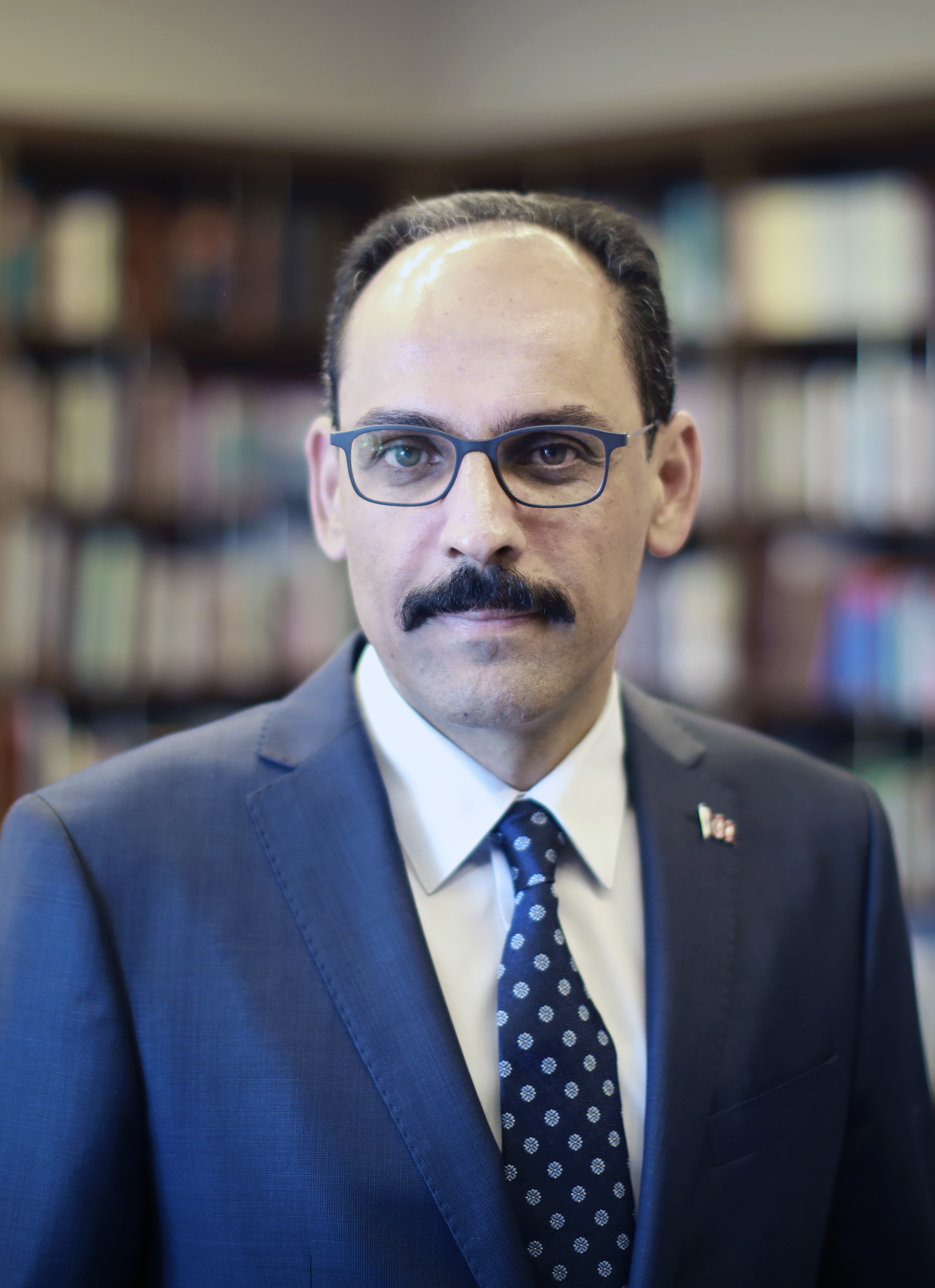
ابراهیم کالین - ۲۰۱۸

ابراهیم کالین (متولد ۱۹۷۱ در استانبول) دیوانسالار و محقق مطالعات اسلامی ترکیه ،فیلسوف ،شاعر ،نوازنده ،خواننده  که از سال ۲۰۱۸ به عنوان نایب رئیس شورای امنیت و سیاست خارجی ریاست جمهوری ترکیه و مشاور ارشد رئیس‌جمهور ترکیه، رجب طیب اردوغان منصوب شد. او در حال حاضر سخنگوی ریاست جمهوری و مشاور ویژه رئیس‌جمهور ترکیه، رجب طیب اردوغان است.

## زندگی و تحصیلات
والدین او اهل ایسپیر، ارزروم هستند. متأهل و دارای ۳ فرزند است. سرگرمی او موسیقی محلی است و در یوتیوب ویدیوهایی با میلیون‌ها بازدیدکننده دارد.
کالین مدرک کارشناسی خود را از دانشگاه استانبول و دکترای خود را از دانشگاه جورج واشینگتن زیر نظر سید حسین نصر دریافت کرد.

## مناصب
۲۰۰۲–۲۰۰۵ عضو هیئت علمی گروه مطالعات مذهبی کالج صلیب مقدس در ووستر ماساچوست بود.
۲۰۰۵ تا ۲۰۰۹ عضو بنیانگذار و مدیر بنیاد SETA برای تحقیقات سیاسی، اقتصادی و اجتماعی مستقر در آنکارا 
۲۰۱۰ هماهنگ‌کننده دیپلماسی عمومی نخست‌وزیر ترکیه  
۲۰۱۲ معاون معاون وزیر نخست‌وزیری شد.
دسامبر ۲۰۱۴ اردوغان اعلام کرد ابراهیم کالین اولین دبیر مطبوعاتی رسمی رئیس‌جمهور ترکیه خواهد بود.
نوامبر ۲۰۱۸ مشاور ارشد اردوغان شد.
آخرین منصب او رییس اطلاعات ترکیه (میت) می‌باشد

## آثار

### نویسنده
- ملاحظات انتقادی بر مبانی معرفت‌شناسی م. حایری یزدی در فلسفه اسلامی: مجله علوم اسلامی و اجتماعی آمریکا. جلد ۱6 (1999)، صص ۸۵–۹۷ (آنلاین).
- اسلام و غرب، ۲۰۰۷ (جایزه ۲۰۰۷ انجمن نویسندگان ترکیه برای بهترین کتاب)
- فلسفه اسلامی ملاصدرا دربارهٔ وجود، عقل و شهود. انتشارات دانشگاه آکسفورد، آکسفورد ۲۰۱۰.
- اسلام در ترکیه راهنمای تحقیقات آنلاین کتابشناسی آکسفورد. انتشارات دانشگاه آکسفورد، آکسفورد ۲۰۱۰.

### ویراستار
ابراهیم کالین و جان اسپوزیتو: ۵۰۰ نفوذ  مسلمانان، امان، اردن: مرکز مطالعات استراتژیک اسلامی سلطنتی، چاپ اول، ۲۰۰۹
ابراهیم کالین و  جان اسپوزیتو: اسلام هراسی. چالش پلورالیسم در قرن ۲۱  انتشارات دانشگاه آکسفورد، آکسفورد ۲۰۱۱
دایرةالمعارف فلسفه، علم و فناوری آکسفورد در اسلام ، انتشارات دانشگاه آکسفورد، ۲۰۱۴

### مشارکت کننده
دایرةالمعارف فلسفه مک میلان چاپ دوم
دایرةالمعارف دین مک میلان چاپ دوم
دایرةالمعارف بیوگرافی فلسفه اسلامی
دانشنامه آکسفورد جهان اسلام